# Oldřich Janota
Oldřich Janota (27. srpna 1949 Plzeň – 27. července 2024) byl český písničkář, kytarista, zpěvák a experimentální hudebník.

## Dílo

### Diskografie
- Oldřich Janota (LP Panton 1990, rozšířená reedice CD a MC Zóna/Bonton 1996 pod názvem Mezi vlnami)
- Neviditelné věci (Panton 1990, částečně se kryje s 1.)
- Jiná rychlost času (Janota, Fidler, Bělík, Hanzlíková, Novák): Hvězdná mapa (Indies 1993)
- Žlutě (Zóna1994)
- Sešité (CD Indies 1996)
- Podzimní král (CD Stereo a Video, 2000)
- Unplugged 1983 (CD Response media, 2000), archivní nahrávky z roku 1983, autorem neschváleno, šíří se jako pirátská nahrávka.
- High Fidelity (Janota, Fidler, Richter, 2CD Indies 2001)
- Jako měsíc (Spojené náhody s.r.o. 2003)
- Ora pro nobis (Edice Respekt 2009)
- Posvěcení nového měsíce (samizdat 2011)
- Kojoko (2014)
- Ultimate Nothing (8CD box, Indies 2016): (1 Na kole z noční směny, 2 Fotograf aktů, 3 Abys nerozbila láhev…ve haláli bzoreN, 4 Týden v malovaném domě, 5 Žlutě, 6 Zrcadlová koza, 7 Hory v údolí, 8 Kolébat)
- Vzpomínáš, Méďo? (CD, Republika Nového měsíce, 2022)
- Zatlankou (2CD, Republika Nového měsíce, 2022)
- Rumové rachejtle (LP, Republika Nového měsíce, 2024)
- Sladká holka z venkova (LP, Republika Nového měsíce, 2024)
- Mariánsky tanec (LP, Republika Nového měsíce, 2024)

V roce 2009 vyšlo album Ztracený ve světě: A Tribute to Oldřich Janota, na kterém různí hudebníci hrají Janotovy písně.

### Další tvorba
- Zrcadlová koza (levácká opera, 2016)
- Okovaná blecha (divadelní hra, 2021)

## Ocenění
- 1999 Žlutá ponorka za celoživotní přínos